# Cold Lake Regional Airport
Cold Lake Regional Airport är en flygplats i Kanada.   Den ligger i provinsen Alberta, i den centrala delen av landet, 2 600 km väster om huvudstaden Ottawa. Cold Lake Regional Airport ligger 541 meter över havet.
Terrängen runt Cold Lake Regional Airport är platt, och sluttar söderut. Runt Cold Lake Regional Airport är det ganska glesbefolkat, med 25 invånare per kvadratkilometer.. Närmaste större samhälle är Cold Lake, 6,2 km öster om Cold Lake Regional Airport. 
I omgivningarna runt Cold Lake Regional Airport växer i huvudsak blandskog.